# Arrondissement d'Eichsfeld
L'arrondissement d'Eichsfeld est un arrondissement  (« Landkreis » en allemand) de Thuringe (Allemagne).
Son chef-lieu est Heilbad Heiligenstadt.

## Géographie
L'arrondissement d'Eichsfeld est situé dans l'extrême nord-ouest de la Thuringe, à la limite avec les länder de Hesse et de Basse-Saxe, dans la région historique de l'Eichsfeld. Il est bordé au nord par les arrondissements de Göttingen et d'Osterode am Harz (Basse-Saxe), à l'est par l'arrondissement de Nordhausen, au sud-est par celui de Kyffhäuser, au sud par l'arrondissement d'Unstrut-Hainich et enfin à l'ouest par l'arrondissement de Werra-Meissner (Hesse).
Le massif du Harz le borde au nord, le bassin de Thuringe à l'est et la Werra et les Monts Orientaux de Hesse au sud-ouest. Le sud de l'arrondissement est caractérisé par les paysages des monts de l'Eichsfeld supérieur (Oberen Eichsfeldes), les monts de Dür et ceux de Gobert (altitude maximale de 543,4 m à Goburg). Après la vallée de la Leine qui le traverse d'est en ouest en arrosant les villes de Heiligenstadt et Leinefelde, le paysage se vallonne de nouveau dans les collines de l'Eichsfeld, puis dans les monts d'Ohm (altitude maximale de 533,4 m) et dans le sud du massif du Harz.
Plusieurs rivières prennent leur source dans l'arrondissement d'Eichsfeld : l'Unstrut à l'est près de Kefferhausen, la Wipper près de Leinefelde-Worbis et la Hahle près de Worbis.

## Histoire
L'arrondissement a été créé le 1er juillet 1994 par la réunion des anciens arrondissements est-allemands de Heiligenstadt et de Worbis qui faisaient tous deux partie deux du district d'Erfurt.
Partie de la région historique de l'Eichsfeld, l'arrondissement avait appartenu jusqu'en 1803 à l'Électorat de Mayence, ce qui explique la religion catholique de la majorité de la population, contrairement au reste de la Thuringe. En 1815, l'Eichsfeld fut partagé entre le royaume de Hanovre et celui de Prusse. C'est cette partie prussienne qui intégra par la suite le land de Thuringe.
En 1900, le cercle d'Heiligenstadt comptait 90 communes pour une superficie de 433,84 km2 et celui de Worbis comptaient 80 communes pour 446,83 km2. Ils faisaient tous deux partie du district d'Erfurt, dans la province de Saxe.
Cercle, puis arrondissement d'Heiligenstadt :
| 1890   | 1900   | 1910   | 1925   | 1933   | 1939   | 1955   | 1960   | 1975   |
| ------ | ------ | ------ | ------ | ------ | ------ | ------ | ------ | ------ |
| 38 319 | 39 191 | 42 502 | 45 719 | 48 553 | 48 175 | 45 600 | 43 940 | 41 918 |

| 1990   | - | - | - | - | - | - | - | - |
| ------ | - | - | - | - | - | - | - | - |
| 42 100 | - | - | - | - | - | - | - | - |

Cercle, puis arrondissement de Worbis :
| 1890   | 1900   | 1910   | 1925   | 1933   | 1939   | 1955   | 1960   | 1975   |
| ------ | ------ | ------ | ------ | ------ | ------ | ------ | ------ | ------ |
| 41 375 | 40 204 | 44 775 | 48 120 | 48 276 | 46 978 | 70 100 | 67 719 | 72 861 |

| 1990   | - | - | - | - | - | - | - | - |
| ------ | - | - | - | - | - | - | - | - |
| 75 100 | - | - | - | - | - | - | - | - |

## Politique
Le commissaire de l'arrondissement, réélu en 2009, est le Docteur Werner Henning (CDU). 
Le landrat compte 46 sièges de conseillers.
| Parti                   | Nombre de conseillers |
| ----------------------- | --------------------- |
| CDU                     | 25                    |
| SPD                     | 5                     |
| Die Linke               | 5                     |
| Frei Wähler Eichsfeld   | 5                     |
| FDP                     | 3                     |
| Alliance 90 / Les Verts | 2                     |
| NPD                     | 1                     |

## Villes, communes et communautés d'administration

Communes de l'arrondissement.

Communes indépendantes (nombre d'habitants en 2007)
1. Heilbad Heiligenstadt, ville (17 032)
2. Leinefelde-Worbis, ville (20 223)

Communes rurales (Landgemeinden) (nombre d'habitants en 2007)
1. Am Ohmberg (4 081)
2. Sonnenstein (5 231)

Communautés d'administration
* Siège de la Communauté d'administration
| 1. Communauté d'administration de Dingelstadt 1. Dingelstädt, ville * (4 665) 2. Helmsdorf (541) 3. Kallmerode (621) 4. Kefferhausen (778) 5. Kreuzebra (787) 6. Silberhausen (687) 2. Communauté d'administration d'Eichsfelder Kessel 1. Deuna (1 012) 2. Gerterode (407) 3. Hausen (451) 4. Kleinbartloff (460) 5. Niederorschel * (3 367) 6. Vollenborn (261) 3. Communauté d'administration d'Eichsfeld-Wipperaue 1. Breitenworbis * (2 282) 2. Buhla (590) 3. Gernrode (1 684) 4. Haynrode (715) 5. Kirchworbis (1 425) 4. Communauté d'administration d'Ershausen-Geismar 1. Bernterode (bei Heilbad Heiligenstadt) (220) 2. Dieterode (94) 3. Geismar (1 238) 4. Kella (574) 5. Krombach (202) 6. Pfaffschwende (359) 7. Schimberg * (2 372) 8. Schwobfeld (113) 9. Sickerode (165) 10. Volkerode (258) 11. Wiesenfeld (255) | 5. Communauté d'administration de Hanstein-Rusteberg 1. Arenshausen (1 003) 2. Bornhagen (298) 3. Burgwalde (242) 4. Freienhagen (312) 5. Fretterode (174) 6. Gerbershausen (668) 7. Hohengandern * (550) 8. Kirchgandern (635) 9. Lindewerra (257) 10. Marth (363) 11. Rohrberg (244) 12. Rustenfelde (506) 13. Schachtebich (266) 14. Wahlhausen (343) 6. Communauté d'administration de la Leine 1. Bodenrode-Westhausen * (1 189) 2. Geisleden (1 075) 3. Glasehausen (187) 4. Heuthen (781) 5. Hohes Kreuz (1 393) 6. Reinholterode (803) 7. Steinbach (586) 8. Wingerode (1 244) 7. Communauté d'administration de Lindenberg-Eichsfeld 1. Berlingerode (1 251) 2. Brehme (1 139) 3. Ecklingerode (793) 4. Ferna (597) 5. Hundeshagen (1 273) 6. Tastungen (267) 7. Teistungen * (2 504) 8. Wehnde (395) 8. Communauté d'administration d'Uder 1. Asbach-Sickenberg (124) 2. Birkenfelde (600) 3. Dietzenrode-Vatterode (135) 4. Eichstruth (89) 5. Lenterode (309) 6. Lutter (723) 7. Mackenrode (366) 8. Röhrig (264) 9. Schönhagen (144) 10. Steinheuterode (274) 11. Thalwenden (376) 12. Uder * (2 545) 13. Wüstheuterode (627) 9. Communauté d'administration de Westerwald-Obereichsfeld 1. Büttstedt (969) 2. Effelder (1 345) 3. Großbartloff (1 002) 4. Küllstedt * (1 551) 5. Wachstedt (570) |